# Hegyfoky Kabos
Hegyfoky Kabos (másként: Hegyfoki, Újleszna, 1847. július 7. – Túrkeve, 1919. február 7.) római katolikus pap, meteorológiai szakíró.

## Életpályája
A gimnázium alsó négy osztályát Lőcsén a felsőket és a teológiát Egerben végezte. 1871-ben pappá szentelték és káplánkodott Jász-Nagykun-Szolnok vármegyében Puszta-Fegyverneken, Jákóhalmán, Kunszentmártonban és ideiglenesen Tiszaörsön és Visontán. 1886 végén Sárdon, 1889 elején Bánhorvátiban (Borsodm.) plébános lett; majd Túrkevére került.
Cikkei a Természettudományi Közlönyben (1883. A hőmérséklet naponkénti változékonysága Budapesten, 1884. A hőmérséklet nálunk a fagyos szentek idején, 1885. A légáramlatok és a csapadék, A zivatarokról, 1886. Az élet hossza Kunszentmártonban, A tavaszi hőcsökkenésekről, A hőfok sülyedése a tavaszi éjjeleken, 1888. Az idei hóolvadásról. Honnan kapjuk az esőt, 1889. Budapest évi hőfoka, A nedves és száraz hőmérő viszonylagos állása, Budapest normális hőfoka, 1890. Az idő változékonysága Budapesten, Jön a zivatar, Az idő változékonysága és a halandóság Budapesten sat. Ezen cikkek megjelentek németül is a bécsi Österr. Meteorol. Zeitschriftben), a magdeburgi Das Wetter c. folyóiratban (1885. Zur Temperatur der Eismänner, Überschwemmung in Ungarn), az Akadémiai Értesítőben (1887. A környezet hatása a hőmérőre, 1889. A zivatarokról, 1891. A magyar Alföld csapadék viszonyairól, 1894. A levegő alsó és felső áramlatának viszonyai., a K. M. term. társulat Emlékkönyvében (1892. A levegő áramlásáról), az Egyetértésben (1892. máj. 1. sz. Az eső és a szél iránya, 1893. jan. 18. sz. A nagy hidegről.)

## Művei
- A májushavi meteorologiai viszonyok Magyarországon. Bpest, 1886 (A királyi magyar természettudományi társulat megbizásából. Magyar és német szöveg.)
- A környezet hatása a hőmérőkre. Bpest. 1888 (Értek. a term. tud. köréből XVIII. 1.)
- A zivatarokról. Bpest, 1889 (Értek. a term. tud. köréből XIX. 5.)
- A szél iránya a magyar szent korona országaiban a Barometer és Eső c. függelékkel. Bpest, 1894
- Folyóink vízállása és a csapadék (Bp., 1897)
- Az eső évi periódusai Magyarországon (Bp., 1909)

## Külső hivatkozások
- Hegyfoky Kabos-emlékek Túrkevén és Jászjákóhalmán